# Wu Zhenglong
Wu Zhenglong (chinesisch: 吴 政 隆; geboren November 1964 in Gaochun) ist ein chinesischer Politiker und derzeitiger Gouverneur der Provinz Jiangsu. Zuvor war er kommunistischer Parteisekretär von Nanjing. Der in Jiangsu geborene Wu diente früher in seiner Karriere in Chongqing und dann in Shanxi, bevor er in seine Heimatprovinz zurückkehrte, wo er eine Reihe schneller Beförderungen erlebte.
Wu wurde im Bezirk Gaochun in der Provinz Jiangsu geboren. Er graduierte 1984 am Taiyuan Mechanical College (später in North University of China umbenannt), wo er Maschinen- und Anlagenbau studierte und danach im Militärversorgungs- und Industrieministerium arbeitete, bevor er zur Nationalen Planungskommission versetzt wurde, um als politischer Sekretär zu arbeiten. 1999 wurde er stellvertretender Generalsekretär der Stadtverwaltung von Chongqing, kurz nachdem sie eine Regierungsunmittelbare Stadt wurde. Er wurde erst zum stellvertretenden Gouverneur des Bezirks Wanzhou, dann zum Gouverneur und danach zum Parteichef ernannt. Wu wurde als "politischer Überlebender" angesehen, nachdem er in der Verwaltung des damaligen Parteichefs in Chongqing, Bo Xilai, der 2012 gestürzt wurde, gedient hatte. Im Mai 2013 wurde Wu zum Generalsekretär des Parteikomitees und Mitglied des Ständigen Ausschusses der Partei in Chongqing ernannt.
Im Jahr 2014 wurde Chen Chuanping als Parteichef von Taiyuan im Rahmen einer Korruptionsuntersuchung aus dem Amt entfernt. Wu wurde im August 2014 als neuer Parteichef von Taiyuan eingesetzt; Er erhielt auch einen Sitz von Amts wegen im Ständigen Ausschuss der Provinzpartei. Wu diente zwei Jahre in Shanxi, bevor er zurück in seine Heimatprovinz Jiangsu beordert wurde, um den Posten des stellvertretenden Parteichefs und Parteichefs der Provinzhauptstadt Nanjing zu übernehmen, eine klare Beförderung und ein Hinweis darauf, dass er für ein höheres Amt vorbereitet wurde. Im Mai 2017 wurde Wu zum amtierenden Gouverneur von Jiangsu ernannt, der chinesischen Provinz mit der zweithöchsten Wirtschaftsleistung.
Wu war Delegierter des 11. Nationalen Volkskongresses, der 2008 gewählt wurde. Wu war stellvertretendes Mitglied des 18. Zentralkomitees der Kommunistischen Partei Chinas und Vollmitglied des 19. Zentralkomitees.